# Троубридж-Парк (Мічиган)
Троубридж-Парк (англ. Trowbridge Park) — переписна місцевість (CDP) в США, в окрузі Маркетт штату Мічиган. Населення — 2287 осіб (2020).

## Географія
Троубридж-Парк розташований за координатами 46°33′22″ пн. ш. 87°26′28″ зх. д. / 46.55611° пн. ш. 87.44111° зх. д. (46.556125, -87.441240).  За даними Бюро перепису населення США в 2010 році переписна місцевість мала площу 3,63 км², з яких 3,59 км² — суходіл та 0,04 км² — водойми.

## Демографія
Згідно з переписом 2010 року, у переписній місцевості мешкало 2176 осіб у 931 домогосподарстві у складі 588 родин. Густота населення становила 600 осіб/км².  Було 960 помешкань (265/км²).
Расовий склад населення:
| - 93,9 % — білих - 2,8 % — корінних американців - 0,5 % — чорних або афроамериканців - 0,4 % — азіатів |

До двох чи більше рас належало 2,3 %. Частка іспаномовних становила 0,9 % від усіх жителів.
За віковим діапазоном населення розподілялося таким чином: 17,4 % — особи молодші 18 років, 70,8 % — особи у віці 18—64 років, 11,8 % — особи у віці 65 років та старші. Медіана віку мешканця становила 38,8 року. На 100 осіб жіночої статі у переписній місцевості припадало 101,9 чоловіків;  на 100 жінок у віці від 18 років та старших — 100,9 чоловіків також старших 18 років.
Середній дохід на одне домашнє господарство  становив 61 761 долар США (медіана — 57 616), а середній дохід на одну сім'ю — 73 929 доларів (медіана — 61 964). Медіана доходів становила 42 050 доларів для чоловіків та 39 688 доларів для жінок. За межею бідності перебувало 12,5 % осіб, у тому числі 1,2 % дітей у віці до 18 років та 14,5 % осіб у віці 65 років та старших.
Цивільне працевлаштоване населення становило 1198 осіб. Основні галузі зайнятості: освіта, охорона здоров'я та соціальна допомога — 35,1 %, мистецтво, розваги та відпочинок — 12,8 %, будівництво — 10,5 %.